# 伝記シリーズ
『学研まんが伝記シリーズ』（がっけんまんがでんきシリーズ）は、学習研究社（現・学研ホールディングス、事業部門は分割を経て学研教育出版→学研プラス）が刊行した学習漫画の世界の歴史的人物の伝記物語を内容とした児童書である。

## 概要
1976年頃から1994年頃までで約38巻が出ているが、現在は後述の3巻以外絶版。後期では、内容は同じだが新装版になり、通し番号を付けて20巻のみ発行。2009年1月現在発売されているのは、『織田信長―戦国の覇王』、『豊臣秀吉―天下を統一した風雲児』、『武田信玄―風林火山の旗がゆく』の3巻。

## 作品（作者別）

### 横田とくお
- 大空への挑戦ライト兄弟（しのだひでおとコラボ作品）
- 偉大な発明王エジソン
- 昆虫の探検者ファーブル
- 天才的な作曲家ベートーベン
- 戦場の天使ナイチンゲール
- 奇跡の人ヘレン・ケラー
- ノーベル賞を二度受賞したキュリー夫人
- 天文学の開拓者ガリレイ
- 童話の王様アンデルセン
- 歌曲の王シューベルト
- 二十世紀の天才画家ピカソ

### 斉藤あきら
- 世界にほこる大医学者野口英世
- 世界をかえた火薬王ノーベル
- 新大陸の発見者コロンブス
- 天下を統一した風雲児豊臣秀吉

### しのだひでお
- どれい解放の父リンカーン
- 愛と勇気の一生キリスト
- 大空への挑戦ライト兄弟（横田とくおとコラボ作品）

### 高須れいじ
- 動物文学の父シートン
- 世界的な大冒険家マルコポーロ
- 万有引力の発見者ニュートン

### 藤木てるみ
- とんちおしょう一休
- 戦国の勝利者徳川家康
- 戦国の野生児織田信長

### その他
- 天下の副将軍水戸黄門（堀江卓）
- 国づくりの若きリーダー 聖徳太子(堀江卓)
- 若きライオン ナポレオン (浅野利治)
- アメリカの初代大統領 ワシントン (浅野利治)
- 明治の文豪夏目漱石（小山田つとむとダイナミックプロダクション）
- 幕末の農政家二宮尊徳 (小山田つとむ)
- 怪力無双の僧武蔵坊弁慶（斉藤栄一）
- 太平洋のかけ橋 新渡戸稲造 (斉藤栄一)
- かがやけるホームラン王ベーブ・ルース（方倉陽二）
- 仏教を開いた おしゃかさま (土山よしき)
- 音楽の神童 モーツァルト (江田二三夫)
- 二刀流の剣豪宮本武蔵（山田ゴロ）
- 幕末の風雲児坂本竜馬 (安田タツ夫とダイナミックプロダクション)
- 風林火山の旗がゆく武田信玄（本山一城）
- 戦国の独眼竜伊達政宗（川手浩次）